# Hapoel Petah Tikva FC
El Hapoel Petah Tikva és un club de futbol israelià de la ciutat de Pétah Tiqvà.

## Història
Fou un dels clubs més destacats del país a les dècades dels 50 i 60, on guanyà sis campionats del país. El seu entrenador més famós fou Avram Grant, qui posteriorment entrenà el Chelsea FC
Hapoel significa "Treballador", i el club representa políticament l'esquerra de la ciutat.

## Palmarès
- Lliga israeliana de futbol 1954-55, 1958-59, 1959-60, 1960-61, 1961-62, 1962-63.
- Copa israeliana de futbol 1957, 1992.
- Copa Toto 1986, 1990, 1991, 2005.
- Copa Toto (Ligat Leumit) 2007.